# 719987 Zhonghe
719987 Zhonghe è un asteroide della fascia principale. Scoperto nel 2017, presenta un'orbita caratterizzata da un semiasse maggiore pari a 2,749867 UA e da un'eccentricità di 0,056583, inclinata di 2,892553° rispetto all'eclittica.